# Cynogale bennettii
La civetta lontra o mampalon (Cynogale bennettii Gray, 1836) è l'unica specie del genere Cynogale (Gray, 1836), diffusa in Indocina e Indonesia.

## Descrizione

### Dimensioni
Carnivoro di medie dimensioni, con lunghezza della testa e del corpo tra 575 e 675 mm, la lunghezza della coda tra 130 e 205 mm e un peso fino a 5 kg.

### Caratteristiche craniche e dentarie
Il cranio è lungo e basso con una cresta sagittale poco sviluppata e un'arcata zigomatica appiattita. Il processo post-orbitale è piccolo. Il rostro è allungato, con il palato lungo circa la metà della lunghezza del cranio. Il foro infra-orbitale è insolitamente grande, principalmente per supportare il passaggio di nervi e vasi sanguigni destinati alla regione facciale.
Sono caratterizzati dalla seguente formula dentaria:

### Aspetto
Il corpo è di forma cilindrica, simile a quello della Lontra, con le zampe relativamente corte.  Il colore generale è marrone scuro, con il sotto-pelliccia giallo-brunastro chiaro. La punta dei singoli peli è grigiastra, donando nel complesso alla pelliccia un aspetto brizzolato. Le labbra sono bianche. Quella superiore ha un profilo insolitamente arrotondato ed è carnosa e robusta. Le vibrisse sono lunghe e ricoprono gran parte del muso. Le orecchie sono piccole, arrotondate e abbastanza distanti dal muso. Le narici sono dirette verso l'alto e si possono chiudere, come anche le orecchie, attraverso delle valvole quando l'animale è immerso. I piedi sono parzialmente palmati. La coda è lunga circa un terzo della lunghezza della testa e del corpo. Entrambi i sessi hanno delle ghiandole odorifere perianali formate da tre pori nella pelle. Le femmine hanno due paia di mammelle.

## Biologia

### Comportamento
È una specie prevalentemente notturna e semi-acquatica. La coda corta e le zampe parzialmente palmate fanno supporre che si tratti di un nuotatore lento, che non è in grado di virare velocemente nell'acqua.

### Alimentazione
Si nutre di pesci, granchi, molluschi, piccoli mammiferi e uccelli. La posizione delle narici in alto sul muso consentono all'animale di utilizzare una tecnica di predatura simile a quella dei coccodrilli, ovvero di tendere agguati alle vittime lasciando affiorare dall'acqua solo la parte superiore della testa.

## Riproduzione
Non sono note informazioni sulla riproduzione di questa specie. Sono solo state osservate femmine con 2-3 embrioni.

## Distribuzione e habitat
Questa specie è diffusa in Indocina e Indonesia.
Vive nelle foreste torbiere e probabilmente anche in foreste secche di pianura.

## Tassonomia
Sono state riconosciute 2 sottospecie.
- C.b. bennettii: Tenasserim, Thailandia meridionale, Penisola Malese, Sumatra, Pulau Pini, Borneo;
- C.b. lowei (Pocock, 1933): conosciuta da un unico esemplare catturato nel 1926 nel Vietnam settentrionale.

## Conservazione
La IUCN Red List, considerato che la popolazione si è ridotta di oltre il 50% negli ultimi 30 anni a causa della perdita del proprio habitat e dell'inquinamento, classifica C.bennettii come specie in pericolo (EN).